# Groeve Midweg

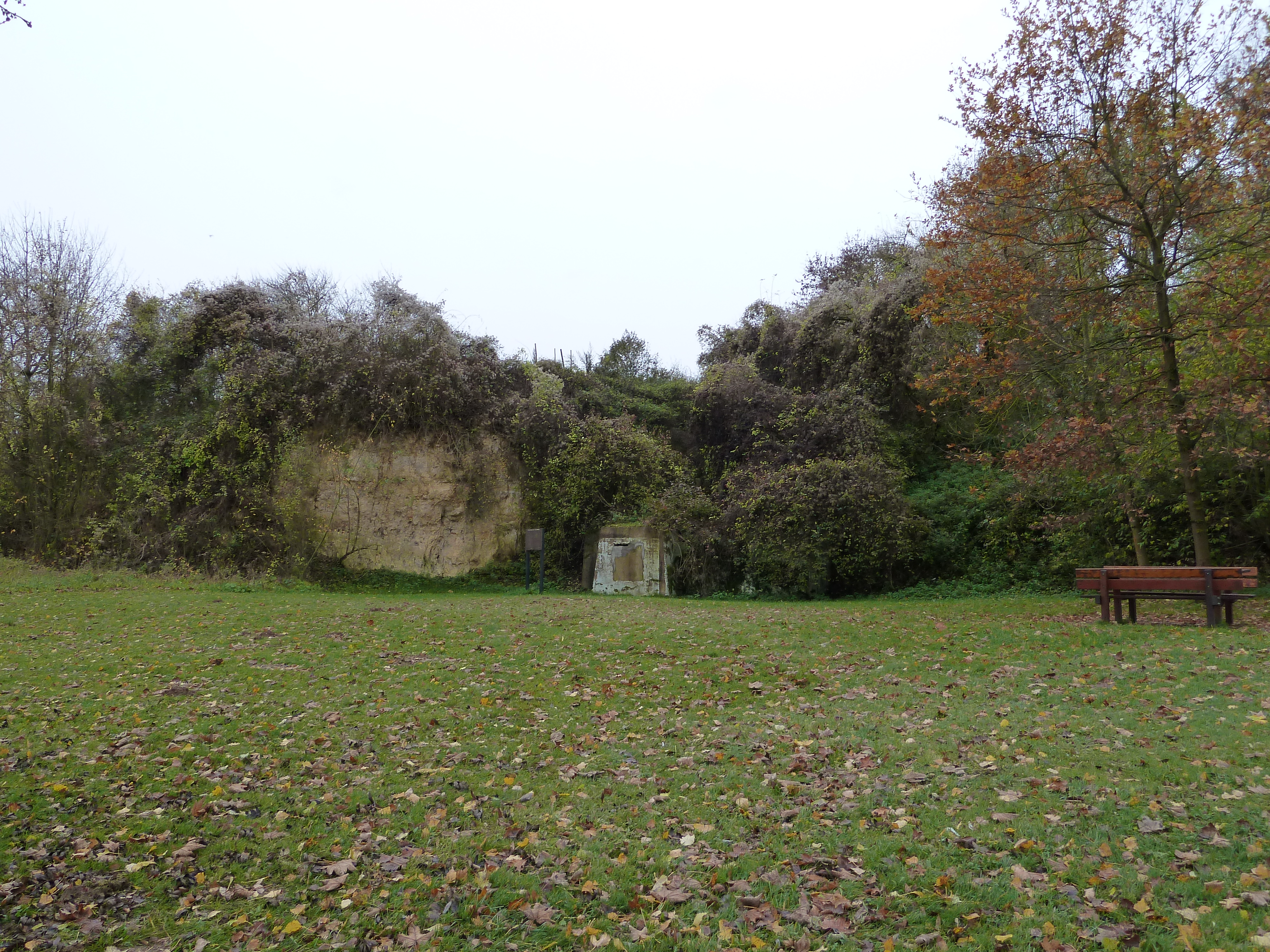
Groeve Midweg

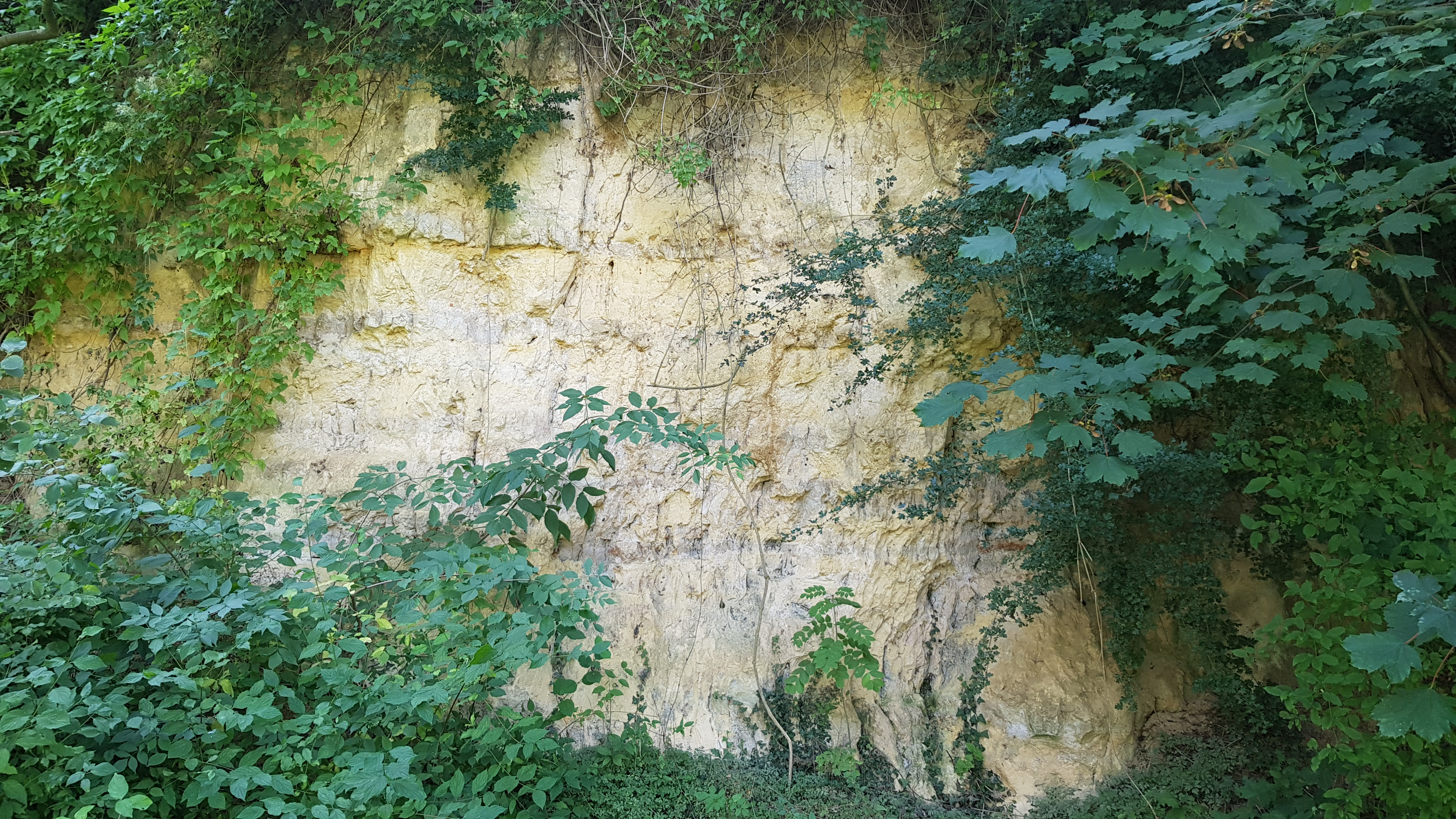
de ontsluiting van kalksteen in de voormalige groeve

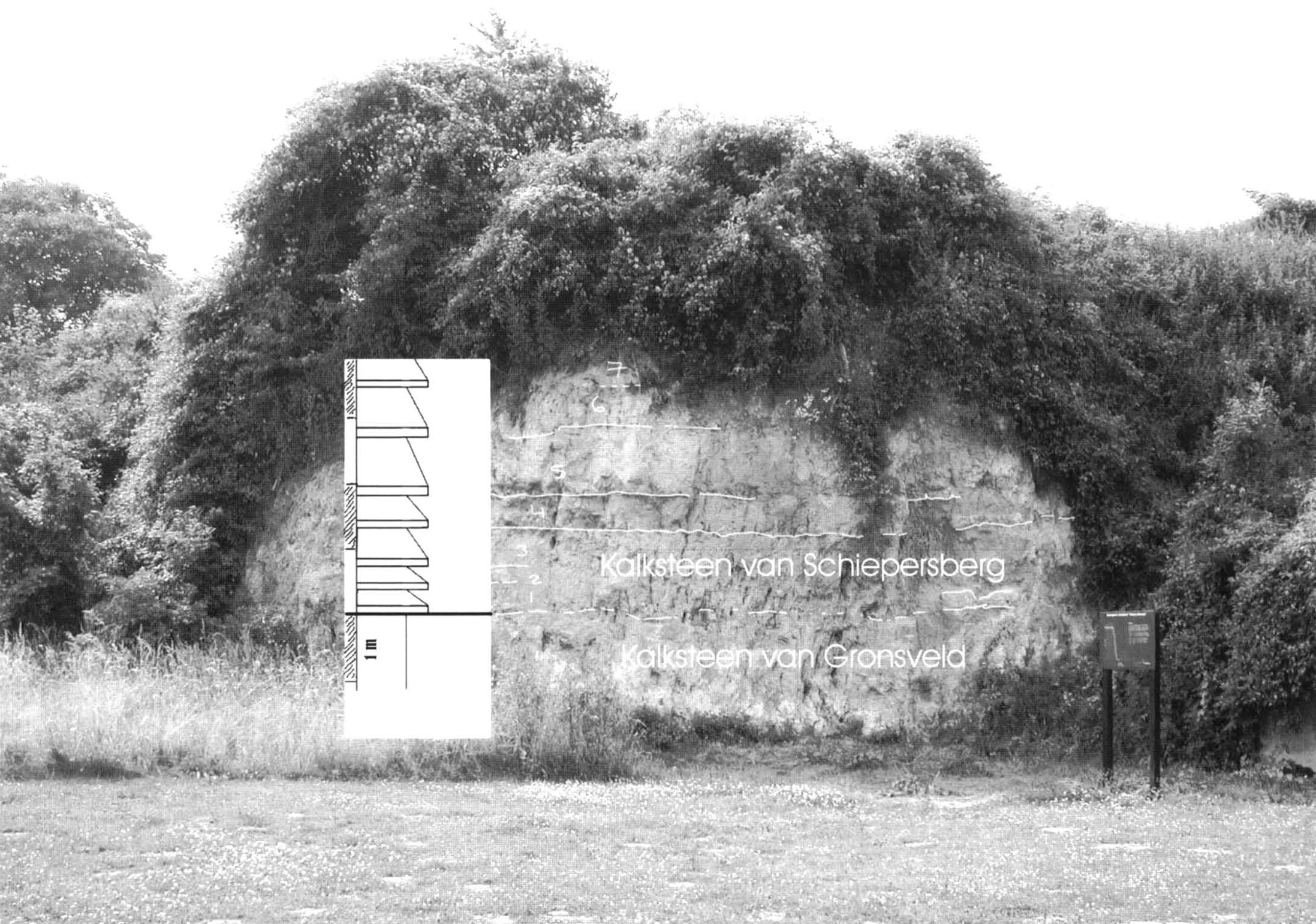
De groeve met een schetsprofiel

De Groeve Midweg is een Limburgse mergelgroeve en geologisch monument in Nederlands Zuid-Limburg in de gemeente Voerendaal. De dagbouwgroeve ligt op minder dan een kilometer ten zuidwesten van Kunrade aan de Midweg, de weg van Kunrade/Voerendaal naar Ransdaal. De groeve ligt in een helling aan de noordwestelijke rand van het Plateau van Ubachsberg in de overgang naar het Ransdalerveld.

## Geologie
De groeve ligt in de steilrand van de Kunraderbreuk. Terwijl ten noorden van de breuk afzettingen uit het Tertiair aan het oppervlak liggen, ligt er ten zuiden van de breuk Kunrader kalksteen (dicht) aan het oppervlak.
Het kalksteenpakket in de groeve is van het type Kunrader kalksteen uit de Formatie van Maastricht. De kalksteen in de groeve is opgebouwd uit afwisselend harde en zachte kalksteenlagen en vertoont de typische kenmerken van dit type kalksteen.
Het onderste deel van de ontsluiting bevat geen harde kalksteenbanken en kan mogelijk tot de Kalksteen van Gronsveld gerekend worden, gevolgd door mogelijk de Horizont van Schiepersberg en de Kalksteen van Schiepersberg waarin wel harde en zachte banken elkaar afwisselen.

## Kalkovens
De kalksteen werd gebruikt als bouwsteen, maar ook werd deze gebrand in kalkovens om er ongebluste kalk van te maken die zijn toepassing vond in de industrie of met het bemergelen van akkers. In de groeve stond de Kalkoven Midweg. Verder naar het noordwesten bevinden zich nog twee kalkbranderijen, namelijk de Kalkoven Amerikaanse Branderij en de Kalkoven Kasteel Haren (met Groeve Moonen).